# K-432
Il K-432 è stato un sottomarino nucleare sovietico appartenente alla classe Alfa, entrato in servizio nel dicembre 1978 e fu radiato nel 1996. Fu uno dei tre esemplari della versione modificata (Progetto 705K) costruiti.

## Storia
La costruzione del sottomarino nucleare d'attacco K-432 (numero di costruzione 106), appartenente alla classe Alfa modificata (Project 705K) fu ordinata presso il cantiere navale Sevmash di Severodvinsk il 12 gennaio 1968, e l'unità fu impostata il 12 novembre di quell'anno. Il K-432 fu varato il 3 novembre 1977, i collaudi operativi avvennero nel dicembre 1978 e il sottomarino entrò in servizio nella marina sovietica (VMF) il 17 dello stesso mese.
L'unità ricevette la bandiera di combattimento il 10 gennaio 1979, con il Mar Bianco completamente ghiacciato e la temperatura estremamente bassa, al comando del capitano di prima classe Vadim Sergeevich Andreenko, ed entrò in servizio direttamente nella 6ª Divisione il 28 marzo 1979. La prima lunga crociera avvenne nel corso dell'estate, seguita da altre più brevi di addestramento, e il 30 marzo 1980 il battello fu dichiarato operativo.  In quell'anno, al comando del capitano di prima classe N.I. Mazin, effettuò una seconda crociera nei mari artici durata dal 2 giugno al 23 luglio 1980. Dal 6 al 12  giugno operò sotto i ghiacci del mare di Barents effettuando rilievi idrografici e geofisici per la mappatura del fondale e il collaudo del sistema di comunicazione subacqueo Aldan che permetteva di mantenere il contatto radio con la base anche in immersione. Fu eseguita anche una serie di test di navigazione e controllo del battello sotto la calotta polare utilizzando, per la prima volta, la navigazione satellitare.
Nell'aprile 1981, insieme ai similari K-123 e K-373, entrambi appartenenti alla  6ª Divisione, partecipò all'esercitazione "Nord 81" e poi il K-432 iniziò una crociera di lunga durata nel corso della quale fu effettuata una esercitazione di ricerca di sottomarini ostili designata in codice "Cemento".  Il 12 aprile il sottomarino fu portato da Zapdnaya a Severodvinsk per effettuare indispensabili riparazioni durate qualche mese.
Il 12 marzo 1983 il K-432, al comando del capitano di prima classe G.D. Baranov, fu insignito del premio assegnato da comandante della Flotta del Nord per il migliore attacco con siluri in una esercitazione. Completato il ciclo di riparazioni, nel mese di aprile il K-432, insieme agli altri battelli della  6ª Divisione, K-123, K-493, e K-463, partecipò alle esercitazioni "Oceano 83".  Tra il 1984 e il 1986 il sottomarino effettuò annuali crociere di lunga durata, e tra il 1986 e il 1988 fu in servizio nella Forza di Prontezza Operativa permanente della Flotta del Nord.  Nel 1986 il K-432 e il suo equipaggio furono inseriti nella lista d'onore del Consiglio Militare Supremo dell'Unione Sovietica. Il 19 aprile 1990 il sottomarino fu posto in riserva, e nel giugno 1991 trasferito al 33° DiPL del 1° FLP KSF. Nel 1991 il nocciolo del reattore nucleare fu scaricato nel sito di stoccaggio SD-10 presso il villaggio di Gremikha, Oblast' di Murmansk, e nel 1992 il battello fu rinominato B-432.
Il 28 agosto 1994 il B-432 fu portato a Severodvinsk, e il 28 dicembre assegnato alla 339ª Sezione di addestramento sottomarini nucleari, venendo radiato ufficialmente il 19 aprile 1996.  Fu subito inviato in cantiere per essere demolito. Il blocco del reattore fu reso galleggiante e stoccato temporaneamente nella baia di Saida, e nel gennaio 2002 preparato per lo stoccaggio a lungo termine.